# Cseszneky Imre
Cseszneki és milványi Cseszneky Imre (1804–1874) magyar mezőgazdász és lótenyésztő.

## Élete
Cseszneky Imre a Cseszneky család elszegényedett bácskai ágából származott. Ügyes gazdálkodó volt, s jelentős birtokokat vásárolt Bácsalmás és Szabadka környékén. Az 1830-as években hadnagyként szolgált. Mezőgazdászként gróf Széchenyi István nyomdokain járva komoly érdemeket szerzett a magyar lótenyésztés ügyének előmozdítása terén. Ő volt a neves költő, Jámbor Pál (Hiador) egyik mecénása és 1848-ban szorgalmazta Jámbor országgyűlési képviselővé választását a bácsalmási körzetben. 1848-49-ben vagyonából támogatta a nemzetőrség és a bácskai védsereg felállítását, melyben öccse is harcolt Csantavérnél. A szabadságharc alatti tevékenysége miatt a Bács-Bodrog vármegyét bekebelező Szerb Vajdaság idején komoly retorzióknak volt kitéve.